# 78071 Vicent
78071 Vicent è un asteroide della fascia principale. Scoperto nel 2002, presenta un'orbita caratterizzata da un semiasse maggiore pari a 2,7458454 UA e da un'eccentricità di 0,0823129, inclinata di 5,52235° rispetto all'eclittica.
L'asteroide è dedicato allo scacchista spagnolo Francesh Vicent.